# Хвити
Хвити (груз. ხვითი) — село в Грузии, на территории Каспского муниципалитета края (мхаре) Шида-Картли.

## География
Село находится в центральной части Грузии, на правом берегу реки Ксани, на расстоянии приблизительно 9 километров (по прямой) к северо-востоку от города Каспи, административного центра муниципалитета. Абсолютная высота — 761 метр над уровнем моря.

## Население
По результатам официальной переписи населения 2014 года, в Хвити проживал 218 человек (104 мужчины и 114 женщин). В национальной структуре населения осетины составляли 79,4 %, грузины — 19,7 %, русские — 0,9 %.
| Год  | Население, человек |
| ---- | ------------------ |
| 2002 | 275                |
| 2014 | ↘ 218              |